# Ambassade van Nederland in Mozambique
Het gebouw van de Nederlandse ambassade in Mozambique is ontworpen door Kees Kaan, toentertijd van het architectenbureau Claus en Kaan architecten. Hoewel de eerste ontwerpschetsen uit 1987 dateren, werd er pas in 1999 begonnen met de bouw en kwam de ambassade in Maputo, de hoofdstad van het land, in 2004 gereed.
Het ontwerp is orthogonaal en op het zuiden gericht, maar het glasoppervlak is beperkt om hitteoverlast te voorkomen.

## Galerij

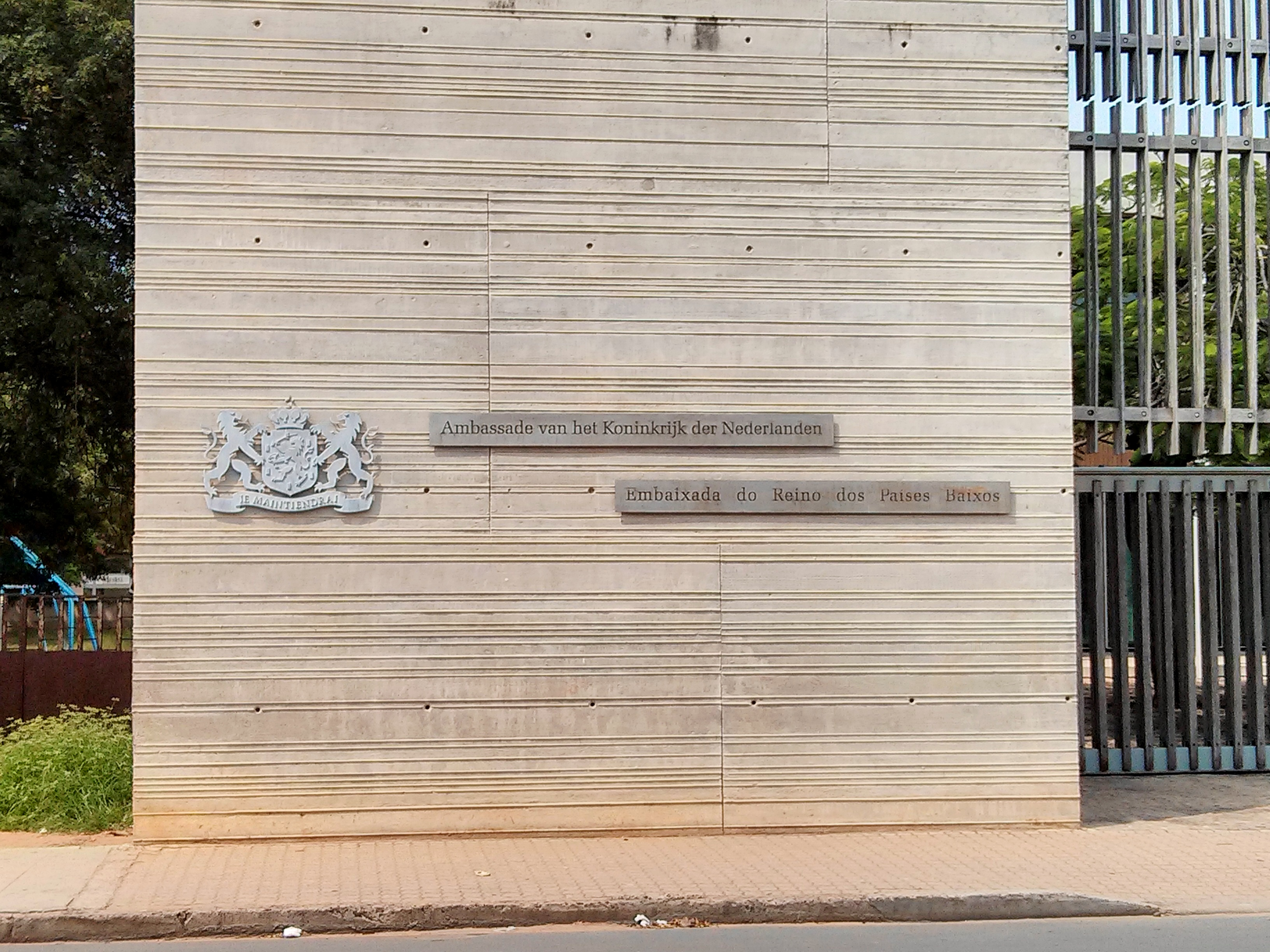
Ingang
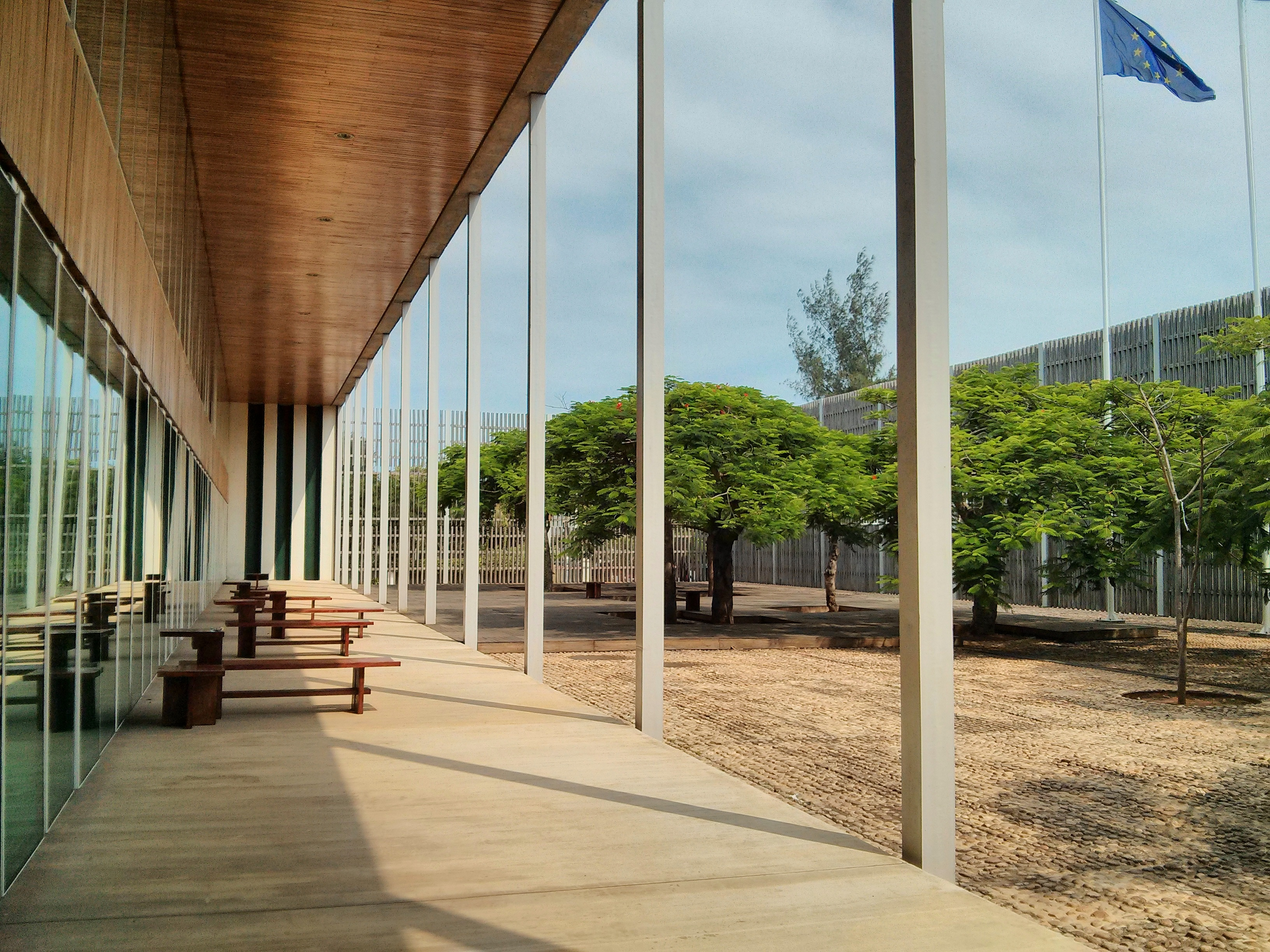
Achterzijde